# Metagonia jarmila
Metagonia jarmila är en spindelart som beskrevs av Willis J. Gertsch 1973. Metagonia jarmila ingår i släktet Metagonia och familjen dallerspindlar.
Artens utbredningsområde är Belize. Inga underarter finns listade i Catalogue of Life.